# Luiz Felipe Pondé
Luiz Felipe de Cerqueira e Silva Pondé (Recife, 29 de abril de 1959) é um filósofo, escritor, ensaísta, professor universitário e palestrante brasileiro. É doutor em filosofia pela Faculdade de Filosofia, Letras e Ciências Humanas da Universidade de São Paulo (FFLCH-USP), com pós-doutorado pela Universidade de Tel Aviv, em Israel.
Apresenta o programa Linhas Cruzadas, da TV Cultura, em parceria com a jornalista Thaís Oyama. Escreveu, dentre outras obras, o Guia Politicamente Incorreto da Filosofia e Marketing existencial. É também colunista da Gazeta do Povo e da Folha de S.Paulo, escrevendo semanalmente no jornal.

## Biografia
Luiz Felipe Pondé é pernambucano, nascido na cidade de Recife, filho de um militar católico e mãe judia. É casado com Danit Zeava Falbel Pondé, israelense e também judia, que conheceu em um kibutz. O casal tem dois filhos, Dafna e Noam.
Iniciou a carreira acadêmica cursando medicina na Faculdade de Medicina da Bahia, mas não concluiu o curso. Mais tarde também cursou filosofia na Universidade de São Paulo (USP), tendo feito  doutorado pela mesma instituição, com suporte financeiro e mestrado pela Universidade de Paris. Realizou pós-doutorado na Universidade de Tel Aviv. Atualmente, é vice-diretor e coordenador de curso na Faculdade de Comunicação e Marketing da Fundação Armando Alvares Penteado (FAAP). É também professor de Ciências da religião na Pontifícia Universidade Católica de São Paulo (PUC-SP) e de filosofia na FAAP.

## Ideias
Pondé dedicou sua tese de doutorado, mais tarde transformada em livro, sobre a antropologia de Blaise Pascal. O filósofo francês, bem como o jansenismo e o "agostianismo" a que Pascal seguia, são marcantes em sua visão de mundo.
A verdade não é primeira: ela é uma desilusão; ela é sempre uma desmistificação que supõe a mistificação que a funda e que ela (a desmistificação) desnuda", afirma Pascal Quignard no prefácio do livro de Esprit. Eis a ideia de moral no jansenismo: a verdade moral é sempre negativa, sempre ilumina a sombra que se esconde por trás daquele que se julga justo.— diz Luiz Felipe Pondé.
A ideia e a filosofia de Pondé baseiam-se num certo pessimismo, na valorização das tradições religiosas ocidentais e no combate ao pensamento politicamente correto nos meios universitários. Define-se como um "rato de universidade" e carrega fortes influências do filósofo alemão Friedrich Nietzsche e do existencialismo.

### Estilo
Fã declarado de Nelson Rodrigues, a quem, parafraseando Sábato Magaldi denomina como "um jansenista brasileiro", Pondé muitas vezes se expressa por meio de aforismos sobre o cotidiano.
Sem hipocrisia não há civilização - e isso é a prova de que somos desgraçados: precisamos da falta de caráter como cimento da vida coletiva.— Luiz Felipe Pondé.

### O pensamentoLiberal Conservative

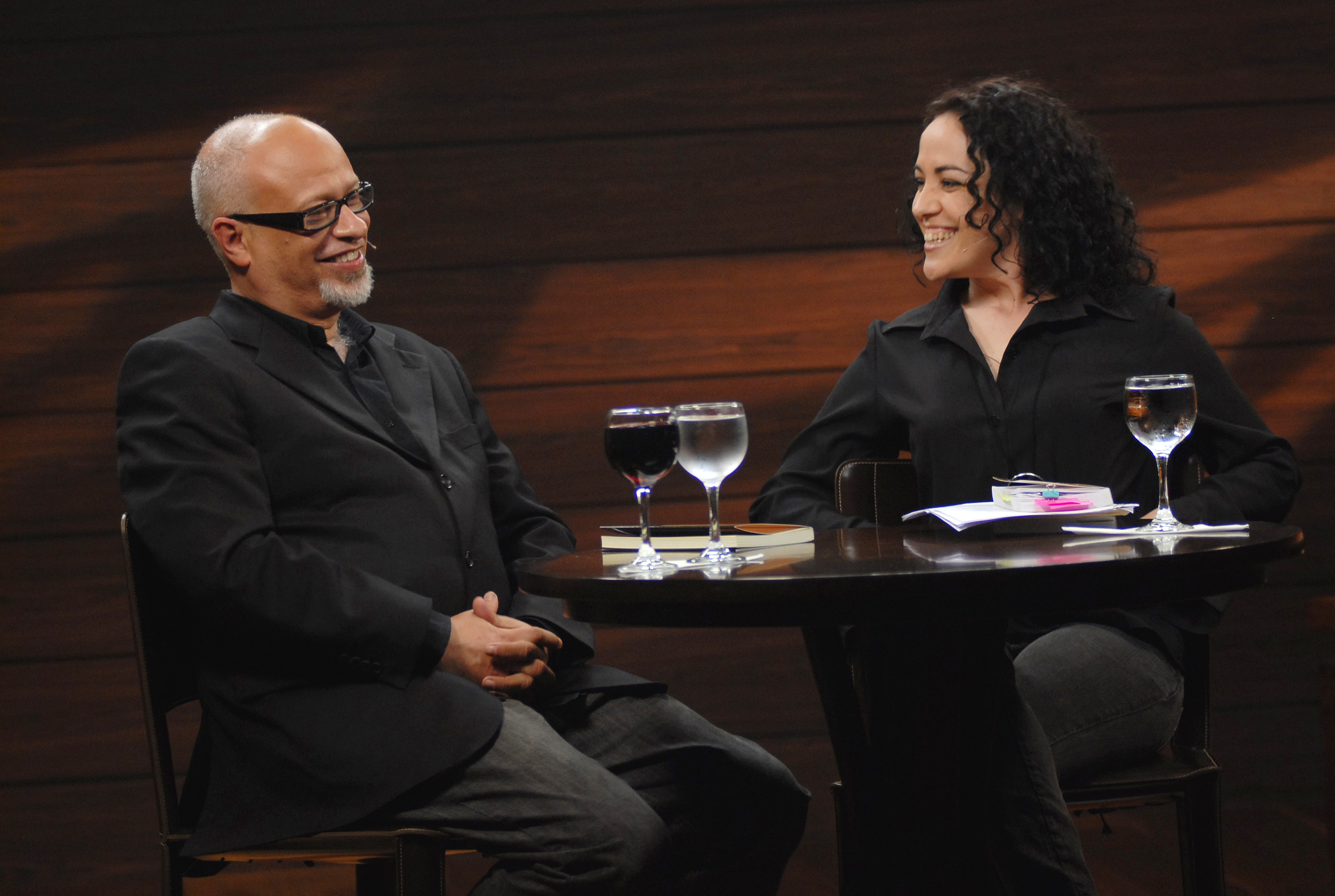
Com Marcia Tiburi, no programa de televisão Café Filosófico, em 3 de Novembro de 2008.

Pondé tem sido ávido divulgador do pensamento que nomeia como "liberal-conservative", que engloba, segundo o filósofo, ideias de autores como David Hume (sua moral), Adam Smith, Edmund Burke, Alexis de Tocqueville, Friedrich Hayek, T.S. Eliot, Michael Oakeshott, Isaiah Berlin, Russell Kirk, Theodore Dalrymple, John Gray, Gertrude Himmelfarb, Thomas Sowell, Phyllis Schlafly e Roger Scruton. Essa definição de Pondé, contudo, é criticada pelo filósofo Roger Scruton, que rejeita a aproximação entre o conservadorismo e o liberalismo, e muitos autores supracitados nunca se definiram como "liberal conservatives". Pondé traça uma linha de pensamento comum entre esses autores, liberais ou conservadores.
Embora não haja tantos pensadores que usem explicitamente essa definição, com algumas exceções como o brasileiro Meira Penna, o termo é justificado por diversas razões. Roger Scruton, por exemplo, considera liberais conhecidos e importantes tais como Friedrich Hayek, Adam Smith e David Hume como conservadores. Russel Kirk aceitava a aproximação do liberalismo clássico com o conservadorismo, bem como seu amigo e influência, Wilhelm Röpke, economista liberal de valores conservadores, que em certas situações inclusive se definiu como liberal-conservador.
Edmund Burke era um Whig em sua época, do partido liberal britânico que se opunha ao partido de linha mais conservadora, Tory. Defendia a liberdade de mercado e admirava Adam Smith. Sobre o último, ele disse, em uma carta: 'tenho uma profunda admiração por seu trabalho e por seu caráter'. O sistematizador do liberalismo, Lord Acton, ele mesmo um católico, considerava como tendo elementos fortemente liberais Tomás de Aquino, e considerava Edmund Burke um dos maiores liberais.
David Hume é considerado tanto como um liberal quanto como um dos primeiros conservadores.
Friedrich Hayek, embora não se declarasse um conservador, considerava-se um 'Old Whig', em explícita e direta referência a Edmund Burke, que se definiu como um 'Old Whig'. Hayek considerava que o liberalismo legítimo teve uma de suas maiores expressões em Edmund Burke.
Alexis de Tocqueville é influência de liberais e conservadores e pouco se sabe se ele era um ou outro. Ele, tal como Burke, enfatizava o valor da família, da moral e das instituições, e era forte defensor da liberdade e opositor do Antigo Regime. Da mesma forma pode-se falar sobre Bertrand de Jouvenel. Ronald Reagan e Margareth Tatcher quase explicitamente se disseram dentro dessa categoria.
Pondé coordena a biblioteca da editora É Realizações, chamada "Crítica Social", cujo propósito é o de disponibilizar ao público obras introdutórias ao pensamento de intelectuais, normalmente alinhados a esse tipo de pensamento, que se destacaram do século XX.

### Moral
Pondé acredita que os atos morais são motivados pelas experiências e paixões do indivíduo (fobias, traumas, experiências) e não por princípios ou pela razão, aderindo à visão do filósofo David Hume. Além disso, segundo ele, todo ato moral demandaria sacrifício, sofrimento, combate.

### Religião
Pondé é crítico do ateísmo materialista, entendido por ele como filosoficamente raso e aborrecido. Mesmo não sendo seguidor de nenhuma religião em especial, encontra na hipótese do Deus bíblico algo atraente e belo.
No entanto a posição pessoal de Pondé diante da crença em Deus é dúbia. Perguntado em entrevista feita pelo site da Rede Bandeirantes sobre o seu suposto abandono do ateísmo, Pondé responde que não havia deixado de ser um ateu no sentido filosófico, porém entendendo que "Deus" é o maior conceito produzido pela filosofia.
Na realidade não é que eu deixei de ser ateu, filosoficamente eu continuo ateu, quero dizer, continuo achando o ateísmo a hipótese mais fácil na filosofia. Agora, eu acho 'Deus' um conceito, o maior conceito que a filosofia humana já produziu. Eu acho muito mais interessante se 'Deus' existir. Agora, pra mim é muito fácil ser ateu.
Em entrevista dada à jornalista Eliana de Castro, Pondé diz ser apaixonado pela ideia de Deus, mesmo não tendo qualquer tipo de relacionamento ou necessidade de fazer pedidos a alguma força superior. Nessa mesma entrevista ele diz que "Deus" é um personagem que o encanta e que espera ser a sua existência verdadeira. Além disso, é apresentado como sendo um "ateu apaixonado por Deus". Em outra entrevista, dada ao "Jornal de Jundiaí Regional", trata a ideia de Deus como sendo uma hipótese.
Não fico me perguntando por que tal fato aconteceu comigo. Algo diferente entre mim e a maioria dos ateus que conheço é que eu não tenho bode de Deus, não tenho raiva Dele, nem acho que sacaneou ninguém. Já vivi a perda de pai, mãe e uma irmã que morreu dois anos antes e, nesses momentos, não é que não exista sofrimento, mas não é um sofrimento pautado por revolta ou que exige explicação. Aceito. Me aceito como mortal. Agora, tenho alma, sou muito sensorial. Vou para a ópera e choro, as sensações regem a forma como me relaciono com o mundo.
Em 2011, em entrevista à revista Veja, Pondé declarou ter deixado de ser ateu. "Comecei a achar o ateísmo aborrecido do ponto de vista filosófico. A hipótese do Deus bíblico, na qual estamos ligados a um enredo e um drama morais muito maiores do que o átomo, me atraiu. (...) Tenho a clara sensação de que às vezes acontecem milagres. Só encontro isso na tradição teológica", afirmou.
Em 25 de abril de 2020, no programa "O Mundo Pós-Pandemia" da CNN Brasil, Pondé se intitula como ateu não praticante.

### Política
Luiz Felipe Pondé se define como liberal-conservador, defendendo o liberalismo na economia e na moral, e o conservadorismo na política.
Em abril de 2021, Pondé defendeu o impeachment de Jair Bolsonaro. Fazendo referência ao cenário hipotético para as eleições de 2022, ele escreveu: "Num cenário de horror eleitoral em 2022, Bolsonaro é o Alien e Lula é o Predador. Numa eventual disputa no segundo turno em 2022 entre Bolsonaro e Lula, a sensibilidade conservadora indica que o Lula seria a opção menos ruim". Segundo Pondé, Lula representaria o “conservadorismo” no embate contra Bolsonaro em 2022. Também escreveu que:
Lula faz acordos melhor do que Bolsonaro. Tem uma tendência apaziguadora e é muito mais inteligente. Provavelmente aprendeu um tanto nesses anos e pode querer imitar Mandela: nada de vinganças. Bolsonaro é um zumbi. A praga petista foi seguida pelo apocalipse zumbi dos bolsonaristas comedores de cérebro. Patinamos até hoje.
O professor de filosofia já havia declarado voto contra Bolsonaro anteriormente. Em 2016, em entrevista cedida ao Roda Viva, apesar de ter dito que "o PSOL é o fim da picada" [sic], declarou que, se forçado a escolher entre o psolista Jean Wyllys e Bolsonaro, "provavelmente" escolheria o primeiro, recebendo sorrisos dos entrevistadores do programa. As declarações geraram polêmica colocando Pondé em evidência nos debates da Internet no Brasil e muitos conservadores se indignaram, como o professor havia dito que aconteceria. Pondé também é um opositor da presidenciável da direita francesa, nas eleições de 2017: Marine Le Pen, afirmando que seria um desastre se ela ganhasse. Também é um crítico do ex-presidente conservador estadunidense Donald Trump.

## Controvérsias

### Apoio ao veto à criação da cátedra Foucault
Em 2015, Pondé se envolveu em uma controvérsia ao escrever um artigo na Folha de S.Paulo no qual defendia a decisão da PUCSP de barrar a criação de uma cátedra para o filósofo francês Michel Foucault, ateu e crítico da Igreja. Pondé questionava: "Por que a esquerda criticava o cerceamento da liberdade de pensamento enquanto continuava a ser contra cátedras para autores conservadores, como Edmund Burke ou Michael Oakeshott?"
Jeanne Marie Gagnebin, professora Titular do Departamento de Filosofia da PUCSP, redigiu uma nota afirmando que "não foram alguns professores esquerdistas que propuseram a cátedra, mas sim colegas da América Latina e da França, com o apoio do Consulado francês, impressionados pela qualidade dos trabalhos apresentados em 2011 no VII colóquio Foucault", e que "não se trata de impor um autor, mas sim de reconhecer a qualidade do trabalho efetuado por vários colegas e a presença da PUC no debate filosófico atual."

### Coluna sobre o autismo
Em agosto de 2022, Pondé escreveu para a Folha uma coluna intitulada O diagnóstico de autismo se transformou numa tendência de estilo hype, na qual afirma que o autismo estaria sendo tratado como moda de comportamento. Além disso, Pondé faz menção a uma teoria de Donald Woods Winnicott que aponta como causa do isolamento autista a rejeição materna à criança, escrevendo que Qual o pecado dessa teoria? Está no fato de ela apontar para o ambiente destrutivo – inclusive sendo a mãe parte essencial dessa destrutividade – como causa essencial do autismo.
O artigo recebeu críticas diversas. Em uma coluna de opinião na Folha, Bruno Andraus Filardi e José Gallucci Neto, respectivamente oncogeneticista e psiquiatra associados à Faculdade de Medicina da USP, escrevem que Desde a década de 1970, [...] ficaram óbvias a predominante associação genética hereditária ao TEA e a pouca ou não associação com fatores ambientais compartilhados, e que os fatores ambientais que possuem aceitação como possíveis causas do autismo são os que promovem alterações no sistema nervoso central do feto, como exposição a drogas. Os autores escrevem ainda que há abundante e inequívoco material científico para rejeitarmos as ideias de Donald Woods Winnicott, e que a associação causal trazida por Pondé reforçaria o estigma sobre a família e a criança. Por fim, criticam o autor por "cometer o mesmo equívoco que muito já o fez criticar outras pessoas [...] ao trazer ideias formuladas a priori das evidências e que, à luz dos conhecimentos atuais, não fazem qualquer sentido. Um terraplanismo, como ele já se referiu em outras ocasiões.".

## Obras
| - O homem insuficiente: Comentários de Antropologia Pascaliana (2001) - Crítica e profecia: filosofia da religião em Dostoiévski (2003) - Conhecimento na desgraça: Ensaio de Epistemologia Pascaliana (2004) - Do pensamento no deserto: Ensaio de Filosofia, Teologia e Literatura (2009) - Contra um mundo melhor: Ensaios do Afeto (2010) - O Catolicismo Hoje (2011) - Guia Politicamente Incorreto da Filosofia (2012) - A filosofia da adúltera - Ensaios Selvagens (2013) | - A era do ressentimento: uma agenda para o contemporâneo (2014) - Os Dez Mandamentos (+ Um) (2015) - Guia Politicamente Incorreto do Sexo (2015) - Filosofia para Corajosos (2016) - Marketing existencial (2017) - Amor para Corajosos (2017) - Espiritualidade para Corajosos (2018) - Felicidade: Modos de usar, debates com Mario Sergio Cortella e Leandro Karnal, 2019, Editora Planeta do Brasil, ISBN 9788542217001 |

### Co-autoria
É co-autor dos livros:
- Por que virei a direita: Três intelectuais explicam sua opção pelo conservadorismo (Três Estrelas, 2012) com João Pereira Coutinho e Denis Rosenfield;
- O que move as paixões (Papirus 7 Mares, 2017) com Clóvis de Barros Filho; Verdades e mentiras: ética e democracia no Brasil (Parirus 7 Mares, 2017) com Leandro Karnal, Mario Sergio Cortela e Gilberto Dimentein (Papirus 7 Mares, 2017);
- Felicidade: modos de usar (Planeta do Brasil, 2019) também com Mario Sergio Cortela e Leandro Karnal e
- Quem tem medo do lobo mau? O impacto do politicamente correto na formação das crianças com Ilan Brenman (Papirus 7 Mares, 2019).

## Cursoson-line
Todos os cursos online lançados por Pondé podem ser encontrados na plataforma EAD Hotmart. A ordem aqui estabelecida tem como base as datas de lançamento dos cursos:
- História da Filosofia Antiga, Os Filósofos que me Formaram (2018)
- Antiguidade Tardia, Os Filósofos que me Formaram (2018)
- Pecados, Uma Anatomia da Alma (2019)
- Filosofia Medieval, Os Filósofos que me Formaram (2019)
- Amor, Desejo e Morte (2019)
- Como Ler os Clássicos (2019)
- Renascimento e Filosofia Moderna, Os Filósofos que me Formaram (2020)
- Pecados, Uma Anatomia da Alma (2) (2020)
- O Mercado da Pandemia (2020)
- Comentários Bíblicos, A Busca do Filósofo Hebreu (2020)
- Como Ler os Clássicos II (2020)
- Conservadorismo Para Além do Blá-Blá-Blá da Polarização (2021)
- A Existência no Século XXI - Ao Vivo (2021)
- Modernidade Bipolar, Os Filósofos que me Formaram (2022)
- Infelicidade nos Clássicos (2022)
- Filosofia das Paixões - Ao Vivo (2022)
- Fragmentos do Contemporâneo, Os Filósofos que me Formaram (2023)
- Freud, o Crítico da Cultura (2023)

## Aulas avulsas
- Ética na Política (2022)
- Ansiedade Contemporânea (2022)
- Jovens de Hoje (2023)